# Pachytriton
Genre
Synonymes
- Pingia Chang, 1935

Pachytriton est un genre d'urodèles de la famille des Salamandridae.

## Répartition
Les huit espèces de ce genre sont endémiques du Sud de la Chine.

## Liste des espèces
Selon Amphibian Species of the World (23 juillet 2015) :
- Pachytriton archospotus Shen, Shen & Mo, 2008
- Pachytriton brevipes (Sauvage, 1876)
- Pachytriton changi Nishikawa, Matsui & Jiang, 2012
- Pachytriton feii Nishikawa, Jiang & Matsui, 2011
- Pachytriton granulosus Chang, 1933
- Pachytriton inexpectatus Nishikawa, Jiang, Matsui & Mo, 2011
- Pachytriton moi Nishikawa, Jiang & Matsui, 2011
- Pachytriton xanthospilos Wu,Wang & Hanken, 2012

## Publication originale
- Boulenger, 1878 : Description de deux genres nouveaux de la famille des salamandrides. Bulletin de la Société Zoologique de France, vol. 3, p. 71-72 (texte intégral).